# 中國風俗畫
中國風俗畫的起源可回溯至漢代。在遼陽、望都等墓地出土的墓葬藝術中，許多壁畫、帛畫、畫像磚等作品上，常可以看見以「民間風俗、社會實況」為主題的繪畫題材。但是「風俗畫」一詞最早卻是出現在唐代，在朱景玄《唐朝名畫錄》一書中：「韓滉能圖田家風俗、人物、水牛，曲盡其妙」，而由此書可知「風俗畫」被定義為畫作的題材之一。
風俗畫題材多樣，以下依據不同主題列舉名作以供參考：

以歷史事件呈現為主者，例如唐代李昭道的《明皇幸蜀圖》即記錄唐明皇車馬抵達蜀地避亂之事；以娛樂休閒為題材者，例如北宋蘇漢臣的《秋庭戲嬰圖》呈現兒童遊玩等畫面；以醫藥病理為主題者，例如宋代李唐的《炙艾圖》；以床笫交合為題材者，例如明代唐寅《鴛鴦秘譜》，描繪男女性事歡愉；以生產活動為主者，例如明代呂文英《貨郎圖》一類記錄貨郎、打草鞋、農業生產、唱戲等等職業；以歲時節令為主題者，例如清代丁觀鵬的《太平春市圖》，呈現新春、燈節等民俗活動與歡慶場面；或是集合各點而成者，如北宋張擇端的《清明上河圖》。

以上主題舉凡人間百態，皆係風俗畫系統之題材範圍。

## 歷史沿革

### 唐代以前
風俗畫的起源雖然可回溯至漢代，但直到唐代才出現詳細的記載，因此風俗畫在漢代到隋代之間的發展，缺乏可信的文獻參考。然而，儘管此時期的風俗畫缺乏文獻記載，但在遼陽、望都地區的墓室壁畫與畫像石、畫像磚上卻可見風俗畫形態出現，相關的證據可見遼陽壁畫墓群。這可能是因為風俗畫保有「記錄社會實況」的性質，因此可以得知部分畫士仍會創作風俗畫記錄當時的社會情況。

### 唐代
風俗畫的發展，一直到了唐朝才有完整的名稱。在朱景玄的《唐朝名畫錄》中：「韓滉能圖田家風俗、人物、水牛，曲盡其妙」，是「風俗」為畫作題材的首次出場。此時代的名品有唐閻立本的《職貢圖》、李昭道的《明皇幸蜀圖》以及韓滉的《田家風俗圖》，其中，閻立本被朱景玄的《唐朝名畫錄》評為「神品下七人」，而李、韓則被評為「妙品上八人」 。

### 五代十國
五代十國的繪畫，上承唐朝餘緒，下開宋代新風，俱有承上啟下的作用。當時，中國中原地區戰亂頻繁，畫壇較為寂寥，南唐和西蜀社會相對安定，相繼創建畫院，創作興盛一時。風俗畫是在五代後期成為繁榮的畫科之一，描繪當時的田家風物、市井活動，傳達出洋溢輕鬆活潑、自然熱鬧的生產與生活場景，如傳為衛賢的《閘口盤車圖》，就是描繪市橋舟車的現實生產活動的風俗畫卷，其他較著名的亦有南唐顧閎中的《韓熙載夜宴圖》、五代李群的《孟說舉鼎》。

### 宋

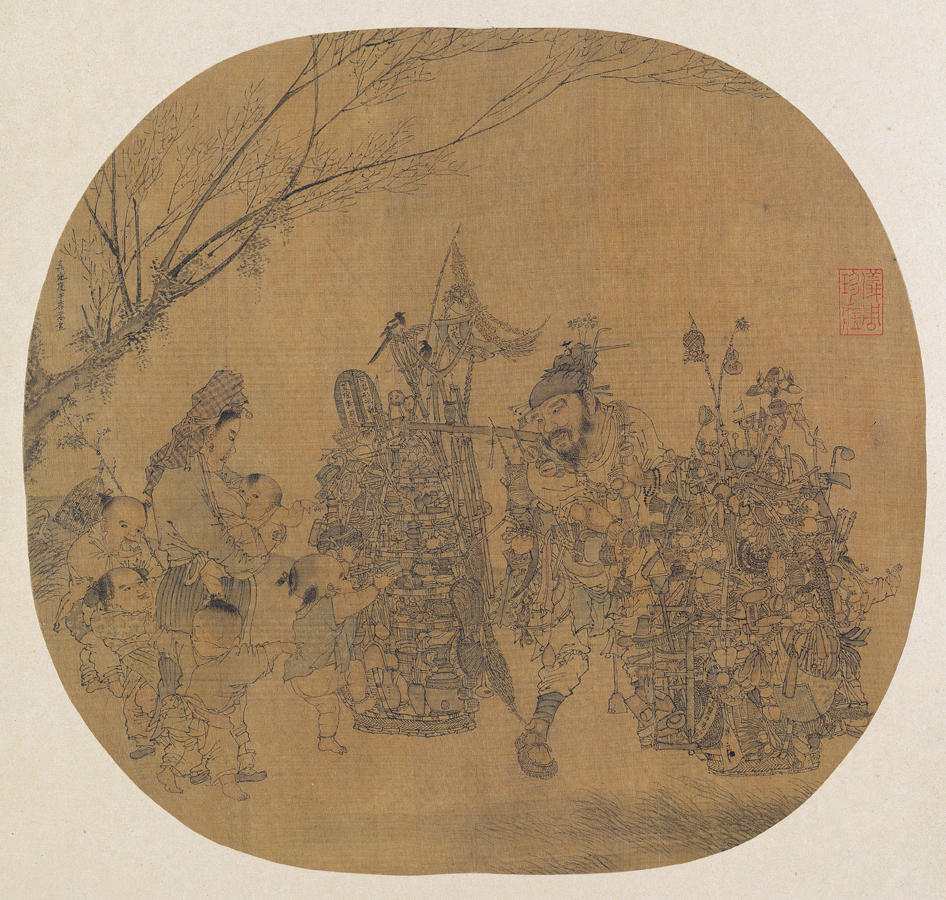
宋李嵩 《市担婴戏圖》，現藏於 台北國立故宮博物院

兩宋時期可以說是風俗畫的發展盛世，由於統治階層對於經濟活動的開放，使得社會安定、經濟繁榮，市民階層的藝術需求也與之提升，而多彩的市井生活也成為畫家筆下的新題材。此時期風俗畫能體現民風的社會功能，也逐漸受到上位者的重視，進而大力扶持此時期的繪畫發展，因此雖然畫院的濫觴是始於五代，卻是盛於兩宋。宋代風俗畫名家輩出，許多曠世鉅作在此時誕生，例如北宋張擇端的《清明上河圖》、兩宋間蘇漢臣的《冬日嬰戲圖》、南宋李嵩的《市擔嬰戲》都是一時之名作。

#### 北宋
北宋時期，由於皇室、貴族對於繪畫、文藝作品的重視，因此在宋徽宗宣和年間成立了官方的畫院機構，由宮廷畫師創作的畫作大增，因此此時期的風俗畫又可稱為「院體風俗畫」，其畫風細膩精緻、題材真實不失真，又融入當時文人畫古樸醇厚的精神，可說是一時之盛。此外，官方正式編輯收藏了宮廷各種繪畫作品名錄的《宣和畫譜》，在《宣和畫譜》中記載著人物、宮室、番族等科，這些科目中有不少作品以描繪風俗民情、社會實況為主，因此普遍認定此時的風俗畫已經正式被納入宮廷畫作中的一種繪畫主題。

#### 南宋
繼北宋時期風俗畫的迅速發展，南宋由於當時的政經文化等社會歷史背景影響，在風俗畫的題材上得到擴展，與繼承傳統又勇於創新的表現形式密不可分。著名的南宋風俗畫有左建《農家迎婦圖》、朱光普《村田樂事圖》、李嵩《貨郎圖》等，此外南宋時在臨安（今浙江杭州）流行一種堂畫，亦稱風俗畫。

### 元

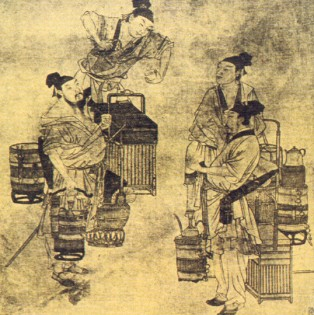
中国元代·赵孟頫 斗茶图

南宋顛覆後，由於元朝蒙古人對於漢人、南人進行差異高壓統治，院畫傳統也被中斷，僅由少數專業畫家直接服侍於宮廷。又因原先興盛的宋代院體畫被限制成長，使得源自北宋蘇軾、趙孟頫、高克恭等文人雅士創作的文人畫快速發展，因此元代畫壇的主流為文人畫，然而，文人畫的發展多是以水墨山水畫、人物畫為主，此時期反映社會生活的風俗畫反而較少見，不過還是有如趙孟頫所畫的《鬥茶圖》之類者。

### 明
明代早期和中期的風俗畫，大多沿襲了宋代風俗畫風格，在題材、意境或是筆法、構思方面都可見其一脈相承之處，畫風多工整嚴謹。然明代一方面承襲宋代風俗畫的傳統，另一方面賦予新的時代內涵。當時是中國經濟發展又一興盛時期，市民階級的壯大以及世俗文化的繁榮，書畫市場活躍，加強了明代風俗畫的成長。明代社會風氣對世俗生活的關注度更加提升，著重「俗」與「欲」，並且同時對世俗生活提出了哲學性的闡發，著名的畫家如吳偉、郭詡、杜堇、唐寅、仇英、陳洪綬等人在臨摹前朝的作品也因思想風氣的改變而有所詮釋。

### 清
盛清時，由於郎世寧在清朝畫院中的影響，使風俗畫或其他中國繪畫受到西方學院畫的影響，有些畫作開始有透視點的技巧，也有一些畫作中的人物有光影設計。此外，郎世寧本身也極力創作以風俗畫為題材的畫作，其中最有名的當屬《黑水圍解圖》、《格登山斫營圖》等，為紀念乾隆皇帝平定準噶爾回變所作的《平定準噶爾回部得勝圖》系列。除了郎世寧外，清宮中的宮廷畫師多因為受到郎氏影響，也融入西洋藝術的繪畫技巧，此時的風俗畫可說是走向現代化的革新階段。
清末，由於國際事件四起，不只是達官貴人，連百姓也急於了解各地事件。然而，當時的中國社會文盲比例仍高，使得風俗畫成為重要的傳遞媒介。同時，以版畫為主的畫報興起，許多畫報都收錄了風俗畫，例如清末吳友如的《點石齋畫報》就有為數眾多的風俗畫作，內容多是描述各地事件的作品。

## 功能與社會價值
風俗畫的價值在於其以描繪昔日時空背景下的社會型態、平民生活、宮廷生活甚至是男女生活為主題。對時人而言，是一種訊息傳遞的媒介；而對今人而言，則是一種考古的證據。風俗畫以現實生活為題材，蘊含豐富的民俗傳統，具有直觀的史料價值。

對時人而言，透過宮廷畫師上呈的風俗畫，朝中大臣、皇帝可以藉由畫作了解民間生活的概況，正如現今許多民政長官必須透過視察民情了解民間問題一般，風俗畫也扮演著類似的角色；而流傳民間的風俗畫，則可以讓時人一睹其他地區風情萬種的風俗民情，且可算是文化交流或是具有新聞價值。

對今人而言，風俗畫的價值則有過之而無不及。中國考古學大家王國維曾提倡「將地下文物與歷史文獻互相印證」，而記載著「過往時空下的社會概況」的風俗畫，就是最具有考古價值的地下文物之一。故風俗畫對今世的考古價值不言可喻。

對於當代藝術史研究者而言，風俗畫的研究自成一格。其最主要的原因在於每一幅風俗畫都包裹著無數個故事，透過這些故事，可以提供研究者快速進入過去的時空背景。除此之外，許多研究者也會透過風俗畫中的景物判斷該畫作的真偽性。在唐代張彥遠的《歷代名畫記》中就曾記載：「吳道子畫仲由，便戴木劍...殊不知，木劍創於晉代」，說明了在某些畫作中出現的物品，還有可能會受到當時畫師的生活環境影響，而出現誤謬。

## 題材 / 風格分類
| 題材 / 風格分類 | 院體畫                                                                                | 文人畫 | 民間畫師           |
| --------------- | ------------------------------------------------------------------------------------- | --- | ------------------ |
| 年節            | 李嵩《觀燈圖》、周文靖《歲朝圖》 佚名《上元燈彩圖》、 丁觀鵬《太平春市圖》            | | 佚名《太平歡會圖》 |
| 職貢圖          | 謝遂《職貢圖卷》                                                                      | 佚名《梁元帝職貢圖》 |                    |
| 生產活動        | 梁楷《蠶織圖》朱光普《村田樂事圖》、 王居正《紡車圖》                                 | 韓滉《田家風俗圖》 |                    |
| 歷史事件        | 仇英《抗倭圖》、佚名《平番得勝圖》、郎世寧《黑水圍解圖》、郎世寧《格登山斫營圖》      | 李昭道《明皇幸蜀圖》 |                    |
| 閒暇娛樂        | 蘇漢臣《鞠場叢戲圖》、劉松年《攆茶圖》 劉松年《鬥茶圖》、劉松年《茗園賭市圖》         | 吳偉《歌舞圖》、杜堇《玩古圖》、杜堇《雅集圖》 唐寅《對弈圖》、仇英《蕉陰結夏圖》、仇英《修禊圖》 張宏《雜技遊戲圖》、陳洪綬《蕉林酌酒圖》、趙孟頫《鬥茶圖》 |                    |
| 宮廷生活        | 周昉《揮扇仕女圖》、 劉貫道《元世祖出獵圖》、商喜《明宣宗出獵圖軸》、郎世寧《親蠶圖》 | |                    |
| 醫藥病理        | 李唐《炙艾圖》                                                                        | |                    |
| 床笫歡愉        |                                                                                       | 傳唐寅《鴛鴦秘譜》 |                    |
| 嬰兒            | 周昉《麟趾圖》、、蘇漢臣《冬日嬰戲圖》、佚名《長春百子圖》                            | |                    |
| 貨郎            | 呂文英《貨郎圖》、李嵩《市擔嬰戲圖》                                                  | |                    |
| 流民            |                                                                                       | 周臣《流民圖》 |                    |

## 歷代風俗畫名家與作品

### 唐
李昭道《明皇幸蜀圖》、韓滉《田家風俗圖》、周昉《麟趾圖》(戲荷)

### 五代十國
南唐 顧閎中《韓熙載夜宴圖》、李群《孟說舉鼎圖》

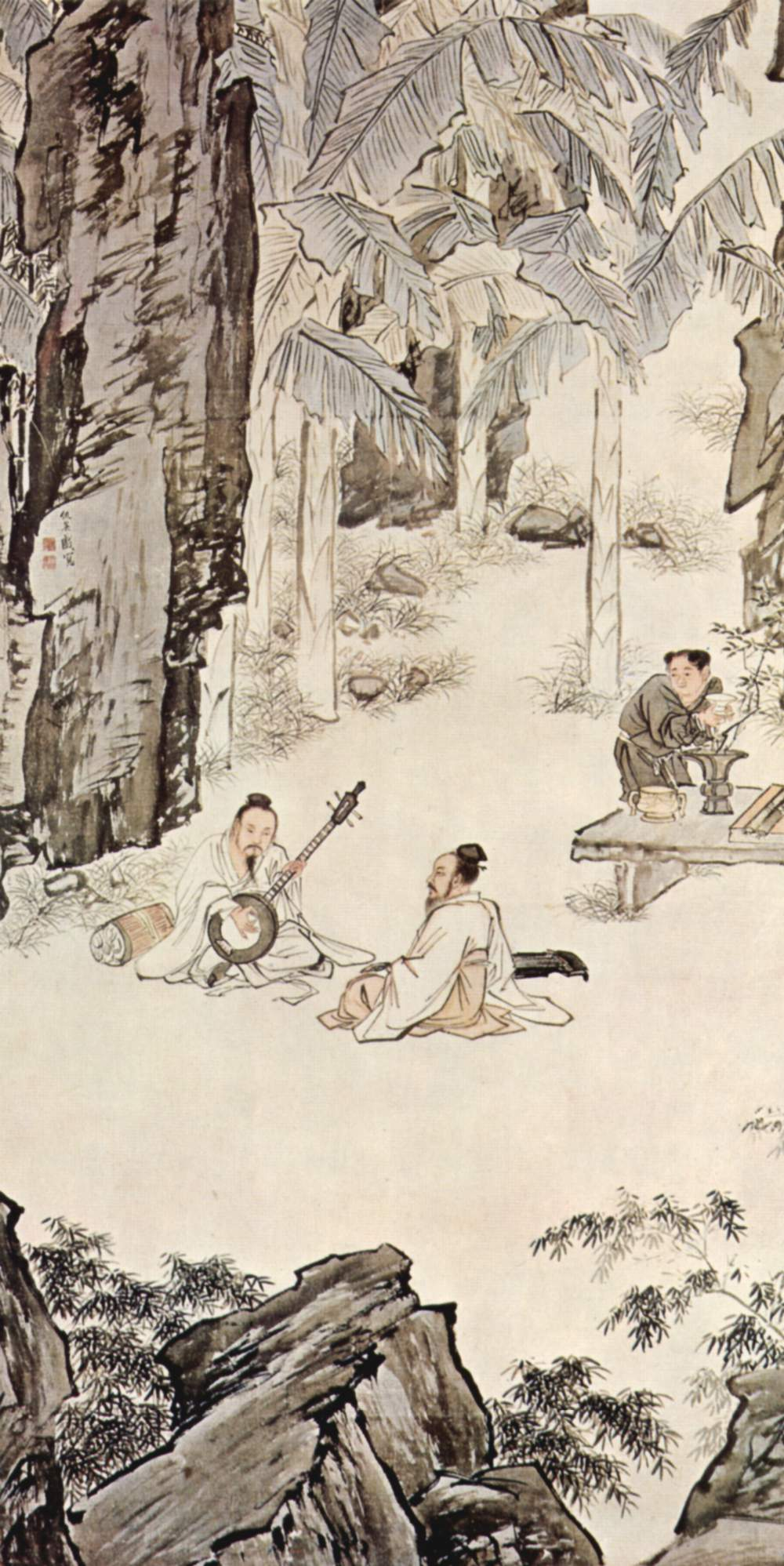
仇英《蕉陰結夏圖》，現藏於台北國立故宮博物院

### 北宋
張擇端《清明上河圖》、蘇漢臣《秋庭戲嬰圖》、《冬日嬰戲圖》、《鞠場叢戲圖》
 王居正《紡車圖》、高益《衛士騎射圖》、《番漢出獵圖》

### 南宋
李唐《炙艾圖》、劉松年《攆茶圖》、《鬥茶圖》、《茗園賭市圖》、左建《農家迎婦圖》、朱光普《村田樂事圖》
李嵩《市擔嬰戲圖》、《觀燈圖》、《歲朝圖》、《骷髏幻戲圖》

### 元代
劉貫道《元世祖出獵圖》、趙孟頫《鬥茶圖》

### 明代
吳偉《歌舞圖》、杜堇《玩古圖》、《雅集圖》、唐寅《鴛鴦秘譜》、《對弈圖》
仇英《南都繁會圖》
張宏《雜技遊戲圖》、周臣《流民圖》

### 清代
郎世寧《親蠶圖》、《黑水圍解圖》、《格登山斫營圖》
丁觀鵬《太平春市圖》

### 年代不明或有爭議
《長春百子圖》、《貨郎圖》、《秋庭戲嬰圖》（傳為蘇漢臣所繪，但圖中一些事物為明代之後才出現）、《鴛鴦秘譜）（傳為唐伯虎所繪）